# Exaeretopus formiceticola
Exaeretopus formiceticola är en insektsart som beskrevs av Robert Newstead 1894. Exaeretopus formiceticola ingår i släktet Exaeretopus och familjen skålsköldlöss. Inga underarter finns listade i Catalogue of Life.